# Kolonia Grabów
Kolonia Grabów – nieoficjalna kolonia wsi Gawłówka w Polsce położona w województwie lubelskim, w powiecie lubartowskim, w gminie Michów.
Miejscowość oficjalnie nie figuruje w spisach urzędowych z nr SIMC w systemie TERYT; zapisano wstępnie jej nazwę własną – jak w osnowie, bez nazwy obocznej, dla współrzędnych geograficznych. Statut dla tego obiektu geograficznego to kolonia wsi niestandaryzowana Gawłówka.
W latach 1975–1998 miejscowość administracyjnie należała do województwa lubelskiego.